# Зюмбюля Тумпарова
Зюмбюла или Зюмбюла Петрова-Тумпарова е българска учителка от Македония.

## Биография
Родена е в централномакедонския български град Велес, тогава в Османската империя. Завършва Старозагорското класно девическо училище. След това започва да преподава в родния си град в периода 1872 – 1873 година. Става учителка в София, където работи от 1875 до 1877 година. Съпруга е на Спас Тумпаров.